# Djerfisherite
La djerfisherite è un minerale appartenente al gruppo omonimo.